# Слободан Тркуља
Слободан Тркуља (Оџаци, 29. мај 1977) српски је музичар, мултиинструменталиста, композитор и певач грленог и византијског стила.
Тркуља са својим саставом „Балканополис“ изводи музику инспирисану традицијом Србије и Балкана на нов и модеран начин. Њихов звук на Западу третирају као нови правац у музици звани „Модерна традиција Балкана“. За последњих десет година, под утицајем звука „Балканополиса“, настали су многи музички састави који иду њиховим стопама.

## Биографија
Живео је у Холандији, од 2008. године у Србији.
Слободан није похађао музичку школу и инструменте је сам учио, прво кларинет, затим народне инструменте. У професионалном фолклорном ансамблу „Коло“ из Београда почео је да свира са 14, а када му је било 15 година, проглашен је за најбољег инструменталисту на фестивалу музичких друштава Војводине. Године 1998, као један од првих носилаца покрета модерне традиције у Србији, радио је шоу програм на 3К свирајући кавал, фрулу и гајде (носио је плетенице и кику). Гостује у Шведској као уметнички лидер у „Међународном етно кампу“ и представља балканске земље на „Миксу светске музике“ у Стокхолму. Године 1997. креће са свирањем модерне традиције по новосадским клубовима и оснива свој састав „Балканополис“, са којим одржава концерте и објављује независно компакт-диск издање „Лет изнад Балкана“.
Слободан Тркуља је завршио Карловачку гимназију (у Сремским Карловцима) Године 1998. одлази у Амстердам, где уписује Амстердамски џез конзерваторијум, одсек за саксофон, инструмент који је тада свирао тек непуних годину и по дана. Године 1999. непосредно пред бомбардовање се враћа у Србију и прекида школовање до завршетка Нато агресије. Наставља са студијама од фебруара 2000. Године 2004. дипломира, a 2007. магистрира са највишом оценом, CUM LAUDE са свим почастима. За магистарски концерт је награђен.
Од 11. године живота свира кларинет, а од своје 15. године Тркуља је поседовао и свирао: три пара гајди, дипле, двојнице, кавал, фруле, акустичну гитару, од 18. флауту а 19. тенор саксофон. Данас уз све ове свира и тамбуру, јерменски дудук, окарину, алт и сопран саксофон, а најугледнији холандски дневни лист НРЦ Ханделсблад га је назвао и „једним од најлепших мушких гласова Балкана“.
Тркуља је сарађивао са бројним џез саставима и филхармонијским оркестрима. У Амстердаму се придружио вишенационалном грув-џез саставу „Turqumstances“, на чијим наступима су се издвајали његова сола и двојци са кларинетистом Огузом Бујукбербером. Осим овога, убрзо се пробио на латино џез сцени, путујући земљама Бенелукса са Латино биг бендом Едија Мартинеза из Колумбије. Холандски дувачки ансамбл је на традиционалном новогодишњем концерту 1. јануара 2002. са Тркуљом извео његово Питагорино оро у амстердамском Concertgebouwу. Наступ на овом концерту, који директно преноси холандска телевизија, био је висока тачка Тркуљине каријере, наишао је на одличне критике и донео му препознатљивост у Холандији. Уследио је и низ наступа као гостујући солиста са Jazz Orchestra of Concertgebouw 2002. године, на Националном џез такмичењу Холандије, са „Балканополисом“ стиже до финала и осваја награду „најбољи нови талент“. 15. септембра исте године, учествује на добротворном концерту етно музике „Кућа на путу“ у београдском центру Сава са благословом патријарха Павла. Године 2003. године је био један од главних солиста у престижном пројекту „Измешани ораси“ Теа Хука и Метропол Оркестра.
На добротворном концерту „Дар за Хиландар“, 13. априла 2004. у центру Сава је извео народну песму Лепе моје црне очи. Дана 3. децембра 2004. одржао је у центру Сава гала солистички концерт уз Балканополис са Београдском филхармонијом под диригентском палицом Арјана Тина са називом Призивање кише, који је поводом завршетка холандског председавања ЕУ организовала Амбасада Холандије у Београду. Видео и компакт-диск снимка са концерта најављени су били за издање у мају месецу 2007. Дана 6. фебруара 2005. је освојио холандску Ерасмус џез награду свирајући саксофон и кларинет 45 минута само са бубњарем Аријем ден Буром. Награда је осим новчаног износа од Ротердамског конзерваторијума носила и известан број концерата на познатим џез сценама у Холандији. Исте године је свирао на концерту такозване нео-балканске музике „Вечити мост“ 28. августа у оквиру изложбе Експо 2005. у Јапану. Наступио је и на Егзиту 2006. године потпуно сам на сцени пред око три хиљаде људи.
Тркуљину музику описују као „савремену и уметнички интелигентну синтезу традиционалне српске музике и модерног џеза и фузије“, „асиметричних тактова Балкана и ударних ритмова модерног фанка“, која исходује „невиђеним примерима ритмичних ватромета“. Не либи се егзотичних, готово делиријумских тактова попут 25/8, или у вокалним дуетима са Гораном Милошевићем, бубњаром и вокалистом, балканског певања са минималним интервалима, које производи снажан ефекат у меланхоличним баладама. Сам за себе каже да није жанровски узак и да за њега стварање музике не подлеже било каквој врсти класификације.
Једна од карактеристика традиционалне музике је да је сентимент песама толико препознатљив да уопште није потребно знати језик да бисте разумели песму. Ова музика комуницира на нивоу емоција, на неком пра језику, Божијем језику, блиском сваком људском бићу. Зато је толико цењена. Песме које певам и свирам су подједнако доживели људи у Холандији, Француској, Немачкој и многим другим земљама у којима су их слушали.— Слободан Тркуља
На Беовизији 2007. године Слободан Тркуља и Балканополис су наступили са ауторском нумером Небо комбинујући традиционални напев и византијско црквено појање. Освојили су друго место са 10 поена у телегласању и 7 поена у гласовима жирија, као и награду за најбољу интерпретацију и награду клуба обожаватеља Песме Евровизије (ОГАЕ Србија). Песма Небо била је представник ОГАЕ Србија на годишњем такмичењу ОГАЕ друга шанса 2007. године у Словенији, на којем је заузела 14. место.

## Дискографија
У Србији
- Лет изнад Балкана, независно издање
- Призивање кише, ПГП-РТС 2002.